# Albaniens arbetarparti
Albaniens arbetarparti (på albanska Partia e Punës e Shqipërisë (Albanska Arbetets Parti), i förkortning PPSH) var det statsbärande kommunistpartiet i Albanien. Partiets ledare var länge Enver Hoxha. Det dominerade Albaniens demokratiska front, som kontrollerade all laglig politisk verksamhet i landet mellan 1945 och 1990.
Albaniens kommunistiska parti grundades under perioden 8 november, men själva grundandet av partiet fortgick till den 14 november 1941 i Tirana.  Partiet ställdes då under ledning av en provisorisk centralkommitté, där Enver Hoxha stod i spetsen. Partiets första kongress hölls i Labinoti
17-22 mars 1943. Hoxha valdes då till generalsekreterare i centralkommittén. Efter genomförda partisanstrider mot de italienska ockupanterna övertog partiet makten i hela landet 29 november 1944. Vid allmänna val till en konstituerande nationalförsamling 2 december 1945 fick kommunistpartiet inte mindre än 93,8% av de avgivna rösterna. På sin första ordinarie partikongress i juli 1948 bytte partiet namn till Albaniens arbetarparti. I de följande parlamentsvalen fram till de första flerpartivalen 1991 fick Demokratiska fronten samtliga godkända röster till det albanska parlamentet.
Partiet var till en början allierat med Sovjetunionen. Efter den tjugonde partikongressen i Moskva 1956, där Nikita Chrusjtjov fördömde Josef Stalin, den tidigare förda sovjetiska politiken och SUKP, bröts kontakterna mellan dem och AAP. Man ansåg i Tirana att det sovjetiska partiet avvikit från marxismen-leninismen och blivit ett revisionistiskt parti. Man kom istället att upprätta vänskapliga kontakter med Kinas kommunistiska parti. 
Albanien blev under Hoxhas ledning det enda landet i världen där all religionsutövning förbjöds och ateismen påbjöds som allenarådande trosnorm. Samtidigt lyckades landet i princip bli helt ekonomiskt självförsörjande, vilket ledde till att Albanien hade en minimal statsskuld. Under AAP:s tidiga år vid makten steg även läskunnigheten raketartat; 1939 beräknades 90-95% av befolkningen på den albanska landsbygden vara analfabeter. 1950 var siffran nere vid 30%, och 1985 var läskunnigheten i Albanien lika god som i de flesta västeuropeiska länder.
Idag har partiet ombildats till ett socialdemokratiskt parti, vilket trots detta går under namnet Albaniens socialistparti (PS), och är en fullvärdig medlem av den socialdemokratiska internationalen med namnet Socialistinternationalen (SI).

## Generalsekreterare
| Ämbetsperiod                    | Namn                                         | Anm.                                   |
| ------------------------------- | -------------------------------------------- | -------------------------------------- |
| 8 november 1941 - 11 april 1985 | Enver Hoxha                                  | Provisorisk sekreterare till feb. 1943 |
| 11 april 1985 - 13 april 1985   | Vangjel Çërrava , Lenka Çuko , Simon Stefani | Interimssekreterare                    |
| 13 april 1985 - 4 maj 1991      | Ramiz Alia                                   |                                        |